# Ferme Brunla
La ferme Brunla (en norvégien : Brunla gård - autre nom : Brunlaug) est un manoir situé dans l'ancienne paroisse de Brunlanes dans la municipalité de Larvik, en Norvège.
Elle est située à environ un kilomètre au sud du quartier résidentiel de la ville de Stavern, appelé Brunlafeltet, du nom du manoir.

## Histoire

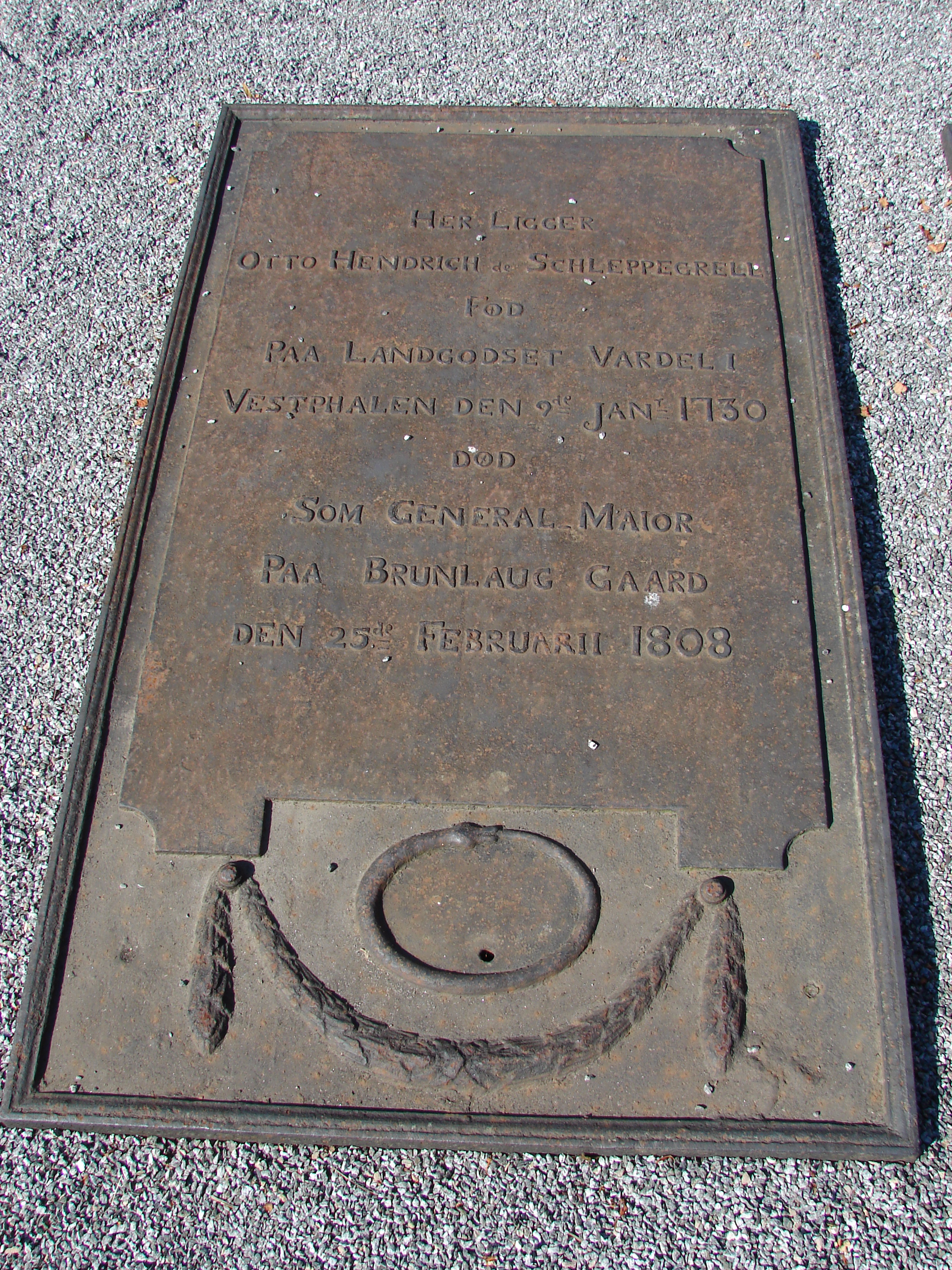
Plaque dans l'église de Stavern, commémorant Otto Hendrich de Schleppegrell, général mort à Brunlaug Gaard en 1808.

Le bâtiment principal date d'environ 1775 mais un cimetière daté de l'âge du fer se trouve sur le site.
À la fin du Moyen Âge, la ferme Brunla appartenait à une famille noble : Galle, puis à la famille Krummedike (en). 
Par la suite, le manoir a appartenu au gouverneur Ulrik Frederik Gyldenløve puis à la famille von Schleppegrell. Le général Friderich Adolph Schleppegrell y est né le 28 juin 1792. Au XIXe siècle, la ferme est devenue la propriété de la famille Wedel Jarlsberg.

## Géographie
Les manoirs, en Norvège, ont donné leur nom à des comtés. Brunla n'échappe pas à la règle tout en se trouvant lui-même dans le comté d'Akershus jusqu'en 1662. 
Le comté de Brunla se composait d'une grande partie des municipalités actuelles de Larvik et de Sandefjord (y compris la plus grande partie de Kodal (en)) ainsi que de Tjøme. 
Lors de la réforme administrative de 1662, un nouveau comté de Brunla a été formé avec les anciens comtés de Brunla et de Numedalen (en). En 1671, le comté de Brunla est devenu un comté héréditaire sous le nom de comté de Laurvigen (no). 
Par la suite, la municipalité de Brunlanes est créée et obtient son autonomie municipale à partir de 1837. La municipalité de Brunlanes devient elle-même une partie de celle de Larvik en 1988.
En 2020, la ferme abrite de nombreuses écuries et organise de grands événements équestres.